# エンソ・ロコ
エンソ・パブロ・ロコ・ロコ（Enzo Pablo Roco Roco、1992年8月16日 - ）は、チリ・コキンボ州オバージェ出身のプロサッカー選手。チリ代表。エルチェCF所属。ポジションは、ディフェンダー（CB）。

## 経歴

### クラブ
2000年からウニベルシダ・カトリカのユースチームでプレーを始め、2011年にトップチームに昇格した。2011年5月のウニオン・エスパニョーラ戦でプロデビュー。9月のサンティアゴ・モーニング戦で初ゴール。
2014年7月、ラ・リーガのエルチェCFに買い取りオプション付きのレンタルで加入。翌月のグラナダCF戦で加入後初出場。
2015年7月、RCDエスパニョールに買い取りオプション付きのレンタルで加入。なおレンタル元は書類上CDオヒギンスになっている。
2016年6月、クルス・アスルに移籍。
2018年7月、ベシクタシュJKに移籍。
2020年9月、ファティ・カラギュムリュクSKに移籍。
2021年7月9日、エルチェと2年契約を締結し、復帰した。

### 代表
2012年2月のパラグアイ戦でサッカーチリ代表チリ代表初キャップ。試合には0-2で敗れた。翌月のペルー戦で初ゴール。
2014年5月、ホルヘ・サンパオリ代表監督が2014 FIFAワールドカップに参加する暫定メンバー30人の一人に選んだが、最終登録メンバーからは外れた。

## タイトル
ウニベルシダ・カトリカ
- コパ・チレ: 2011

チリ代表
- コパ・アメリカ: 2016